# Tyringham (Massachusetts)
Tyringham és una població dels Estats Units a l'estat de Massachusetts. Segons el cens del 2000 tenia 350 habitants.

## Demografia
Segons el cens del 2000, Tyringham tenia 350 habitants, 133 habitatges, i 98 famílies. La densitat de població era de 7,2 habitants/km².
Dels 133 habitatges en un 24,1% hi vivien nens de menys de 18 anys, en un 66,2% hi vivien parelles casades, en un 6% dones solteres, i en un 25,6% no eren unitats familiars. En el 20,3% dels habitatges hi vivien persones soles el 9% de les quals corresponia a persones de 65 anys o més que vivien soles. El nombre mitjà de persones vivint en cada habitatge era de 2,56 i el nombre mitjà de persones que vivien en cada família era de 2,93.
Per edats la població es repartia de la següent manera: un 18,6% tenia menys de 18 anys, un 6,6% entre 18 i 24, un 18,9% entre 25 i 44, un 40,6% de 45 a 60 i un 15,4% 65 anys o més.
L'edat mediana era de 48 anys. Per cada 100 dones de 18 o més anys hi havia 103,6 homes.
La renda mediana per habitatge era de 60.250 $ i la renda mediana per família de 67.679$. Els homes tenien una renda mediana de 42.708 $ mentre que les dones 31.250$. La renda per capita de la població era de 35.503$. Cap de les famílies i el 3,5% de la població estaven per davall del llindar de pobresa.